# کاخ شهرداری تبریز
کاخ شهرداری تبریز یا برج ساعت تبریز از بناهای تاریخی شهر تبریز است که ساخت آن از سال ۱۳۱۴ تا ۱۳۱۸ هجری خورشیدی در محل گورستان متروک و مخروبهٔ کوی نوبر، با نظارت مهندسان آلمانی و در زمان ریاست شهرداری ارفع‌الملک جلیلی و با بودجهٔ ۲٬۵۰۰٬۰۰۰ ریال انجام شد .دو برادر بنام کربلایی محمد فاطمی تبارو حاج رضا معمار این ساختمان بودند . از این بنا، به عنوان تالار شهر و دفتر اصلی شهرداری تبریز، بهره‌برداری شده‌است. این اثر در تاریخ ۲۹ تیر ۱۳۷۷ با شمارهٔ ثبت ۲۰۵۵ به‌عنوان یکی از آثار ملی ایران به ثبت رسیده‌است.

## پیشینه
کاخ شهرداری تبریز در سال ۱۳۱۸ مورد بهره‌برداری قرار گرفت. در سال ۱۳۸۶ هجری خورشیدی، به مناسبت بزرگداشت یکصدمین سال تأسیس نخستین انجمن شهر و بلدیهٔ ایران در تبریز، به نخستین موزهٔ شهر و شهرداری‌های کشور تبدیل و مورد بهره‌برداری قرار گرفت. ئدر حال حاضر نیز افزون بر نخستین موزهٔ شهر و شهرداری‌های کشور، شورای اسلامی شهر تبریز نیز در بخشی از این ساختمان مستقر بوده و جلسات رسمی شورا در محل آمفی تئاتر موجود در ساختمان تشکیل می‌شود. شهردار کلان‌شهر تبریز نیز برخی از ملاقات‌های رسمی، دیپلماتیک را با مقامات عالی‌رتبه را در محل این کاخ انجام می‌دهد.

## تغییرات فعلی
در دهه ۱۹۸۰ میلادی، در تلاش برای نصب آسانسور، یکی از پاسیوهای برج آسیب دید. در سال ۲۰۰۸، گنبد بالای برج ساعت با گذاشتن یک شیشه الیاف خاکی رنگ جدید به جای گنبد اصلی نقره‌ای رنگ بازسازی شد. از سال ۲۰۰۷، بخشی از این ساختمان موزه شهرداری را در خود جای داده‌است.

## جایگاه شهری
کاخ شهرداری تبریز در مرکزی‌ترین نقطهٔ شهر تبریز و در میدان شهرداری (ساعت) این شهر واقع شده‌است.
کاخ شهرداری تبریز از آغاز ساخت تاکنون، به عنوان ساختمان شهرداری شهر تبریز مورد استفاده قرار گرفته‌است و امروزه با تقسیم شهر تبریز به ده منطقه، این بنا به عنوان شهرداری مرکزی شهر تبریز محسوب می‌شود. البته امروزه نیز، اکثر امور عمرانی و اداری شهرداری تبریز در این تالار و عمارت متمرکز شده‌است.

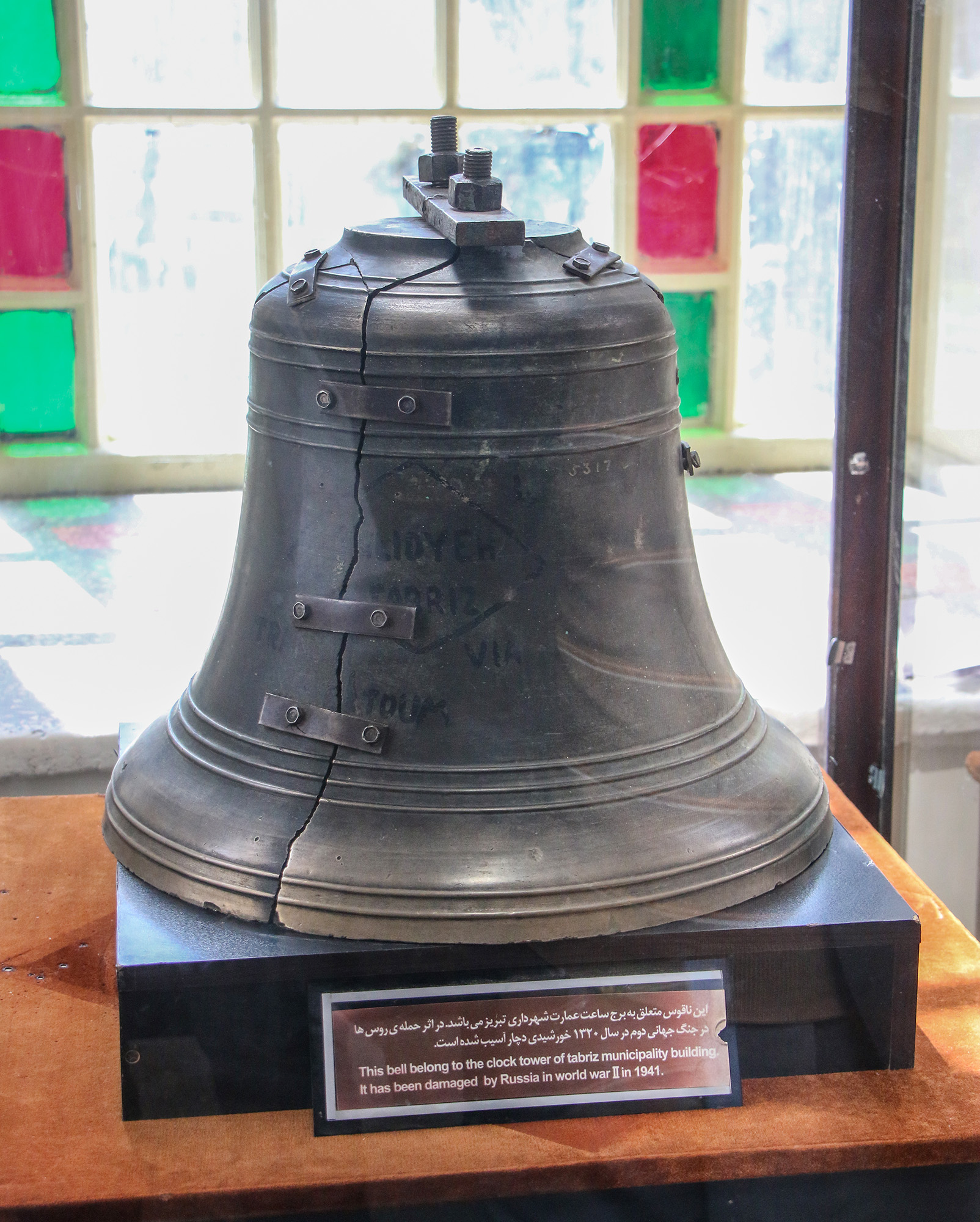
ناقوس شکسته کاخ شهرداری

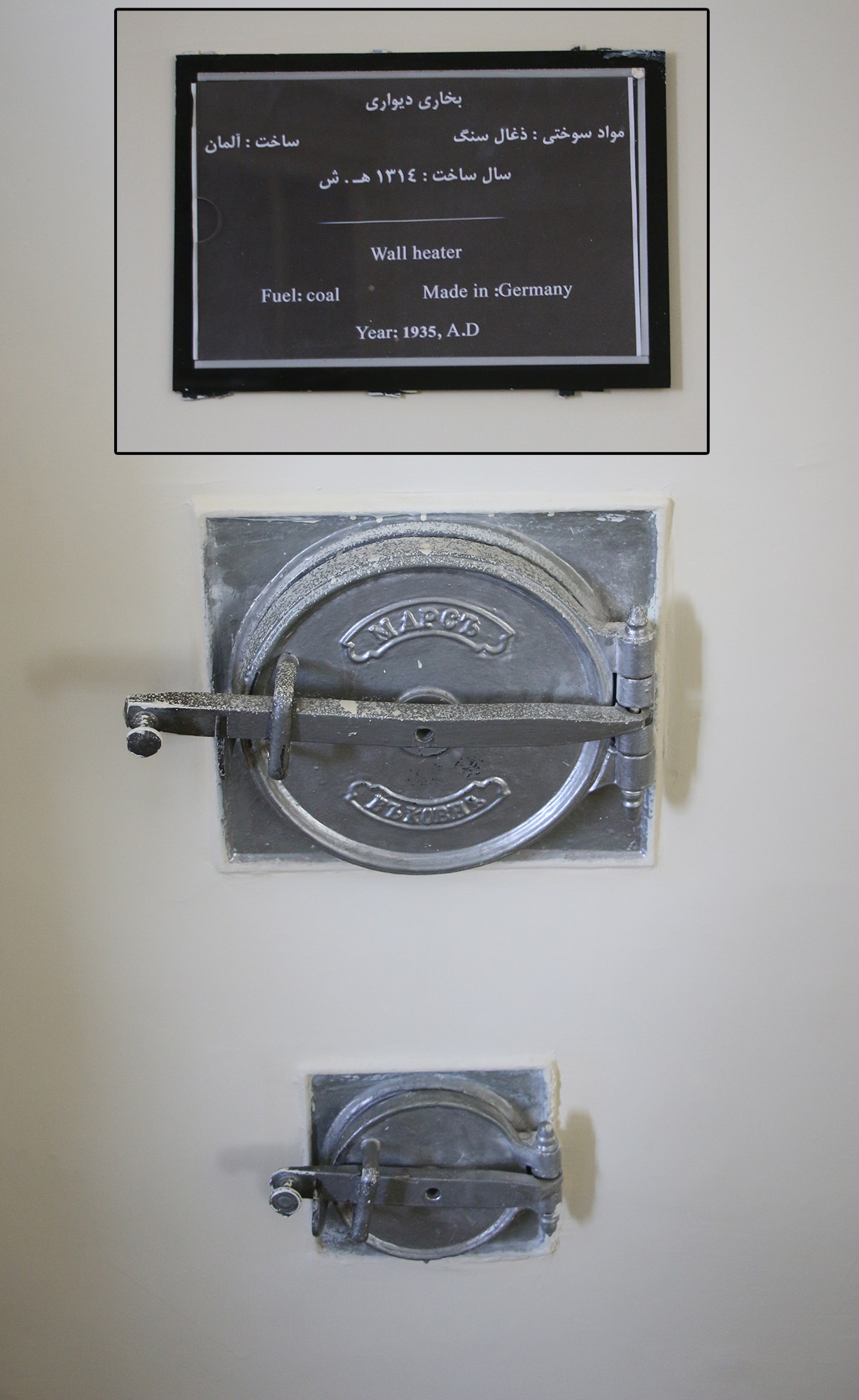
بخاری دیواری ساختمان شهرداری تبریز

## معماری
این بنا مساحتی نزدیک به ۹٬۶۰۰ متر مربع و به زیربنای ۶٬۵۰۰ متر مربع دارد که در سه طبقه ساخته شده‌است. کاخ شهرداری تبریز دارای یک برج ساعت چهار صفحه‌ای به ارتفاع ۳۰٫۵ متر است که با طنین موزون زنگ‌هایش، هر ساعت یک‌بار، گذشت زمان را به گوش مردم تبریز می‌رساند. نمای بیرونی این بنا از سنگ تراشیده شده‌است و نقشهٔ ساختمان شبیه به طرح یک عقاب در حال پرواز می‌باشد که با نمونهٔ ساختمان‌های کشور آلمان پیش از جنگ جهانی دوم شباهت دارد.

## نگارخانه

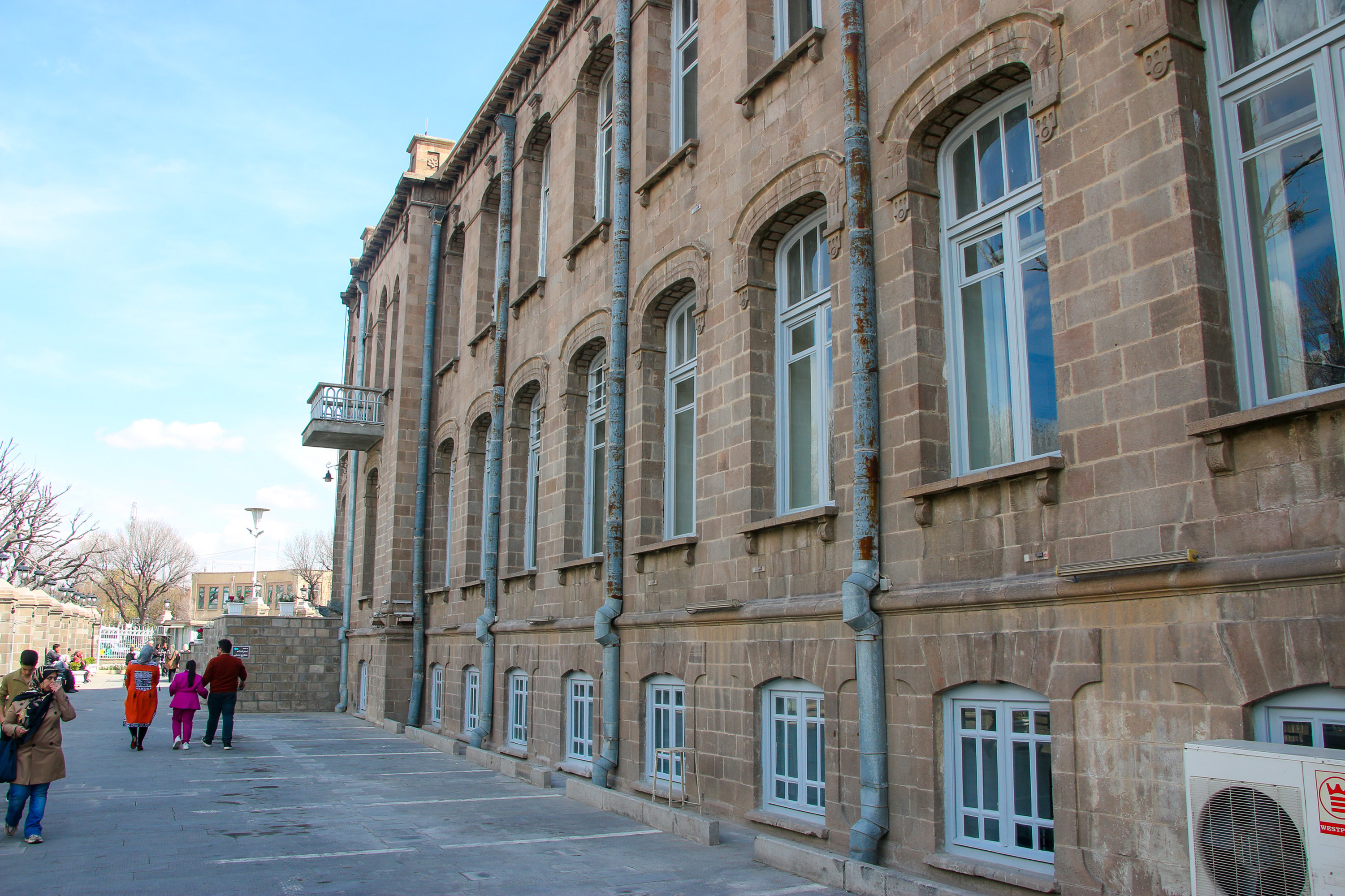
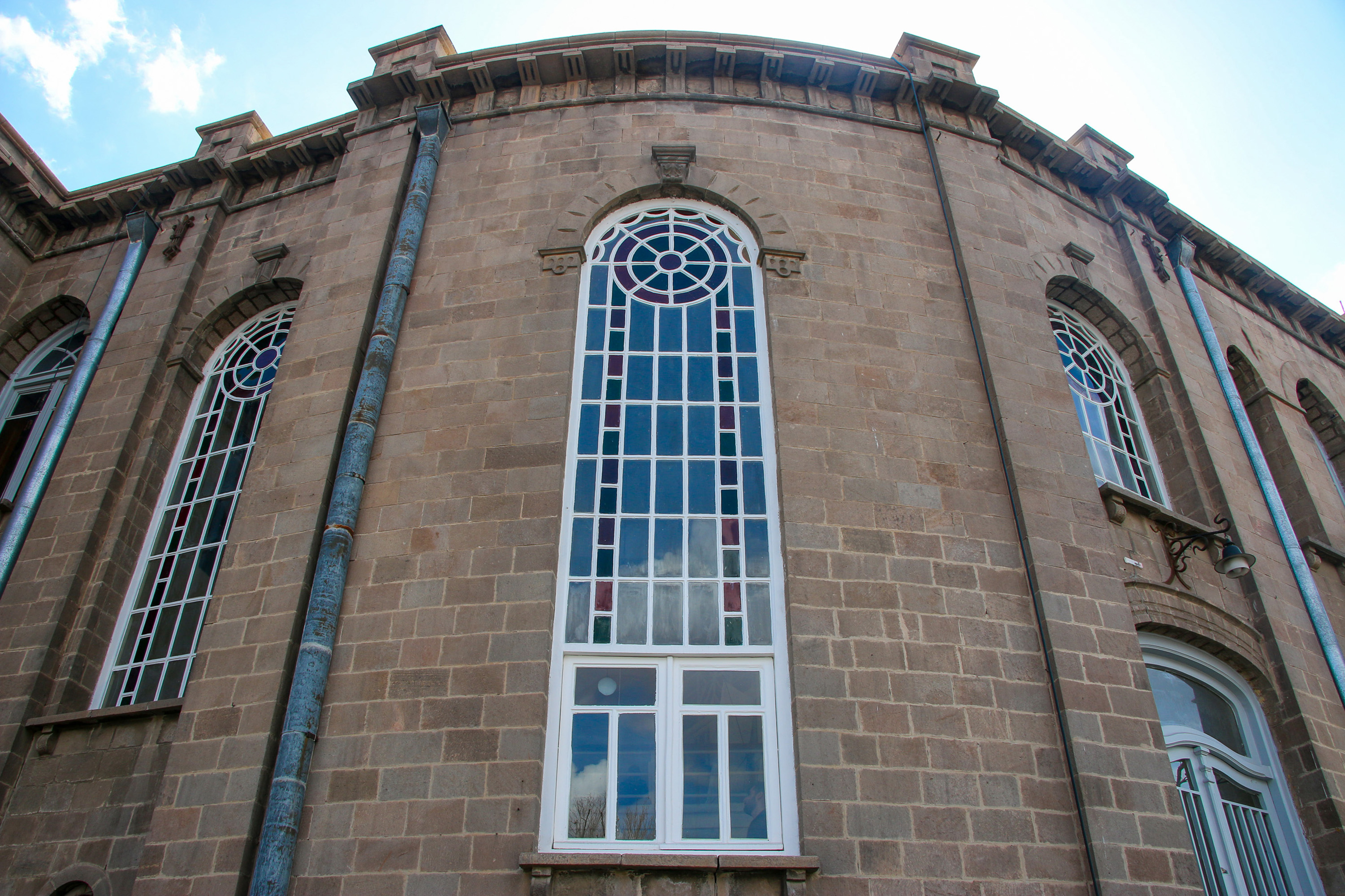
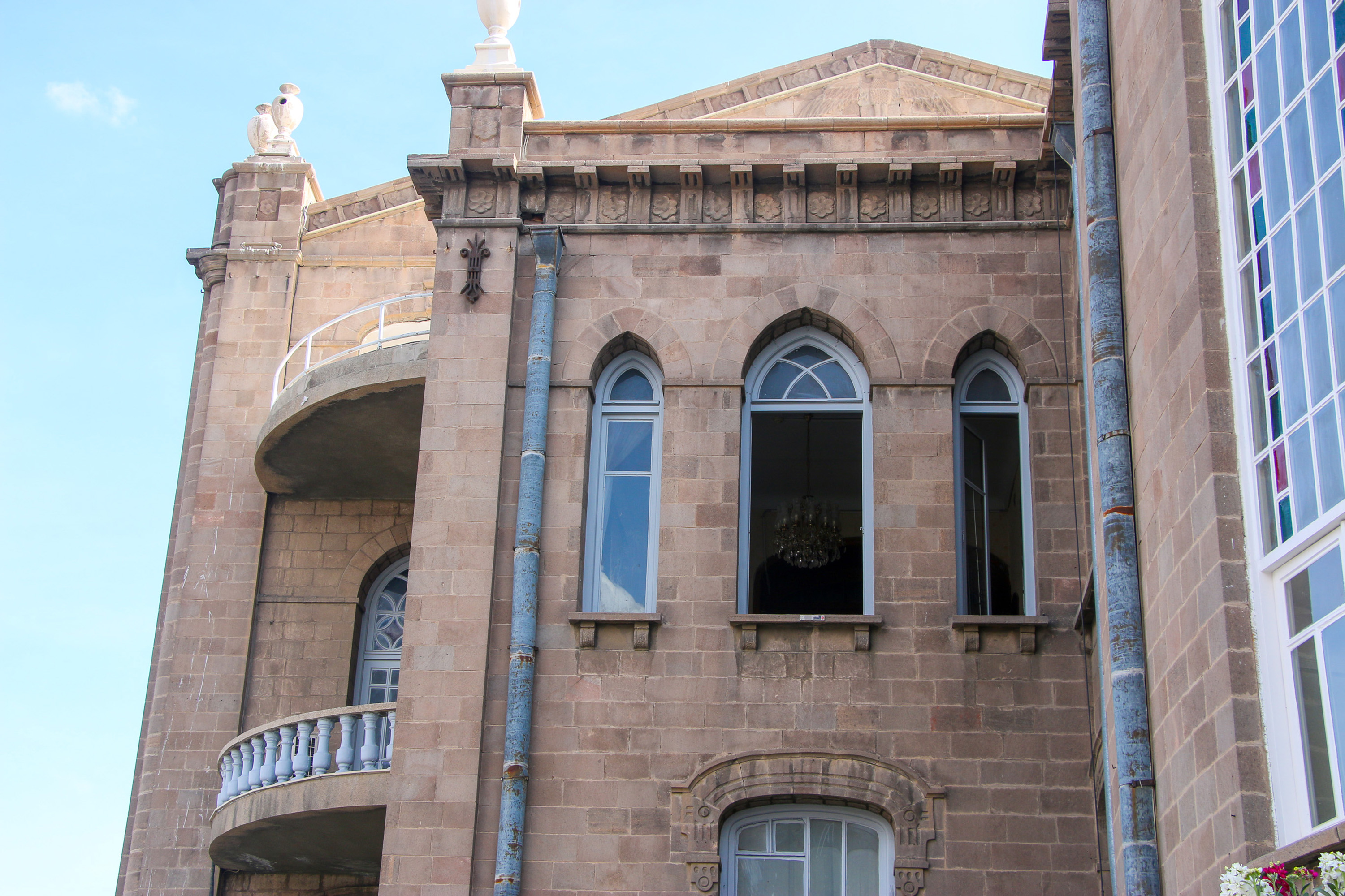
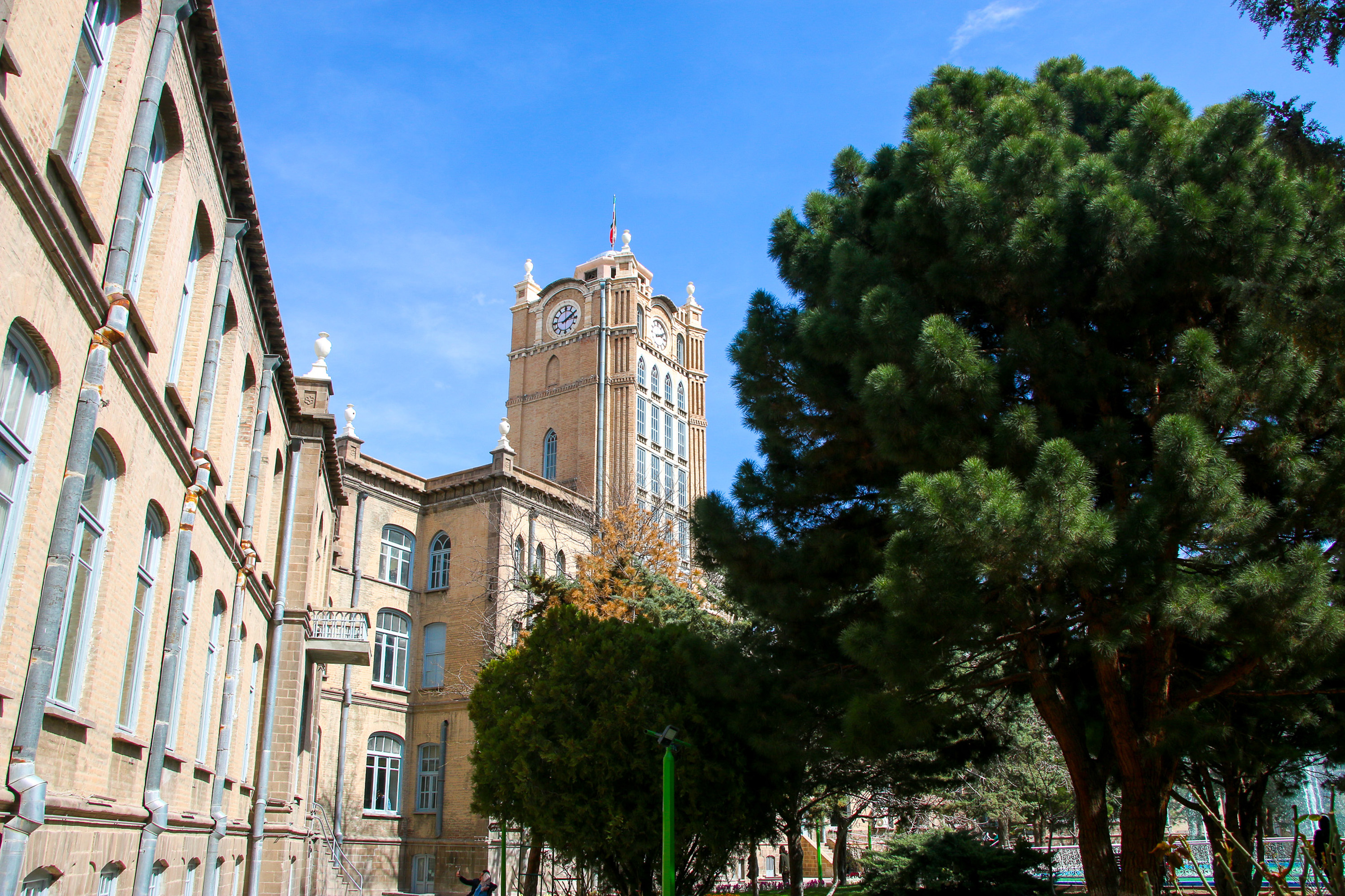
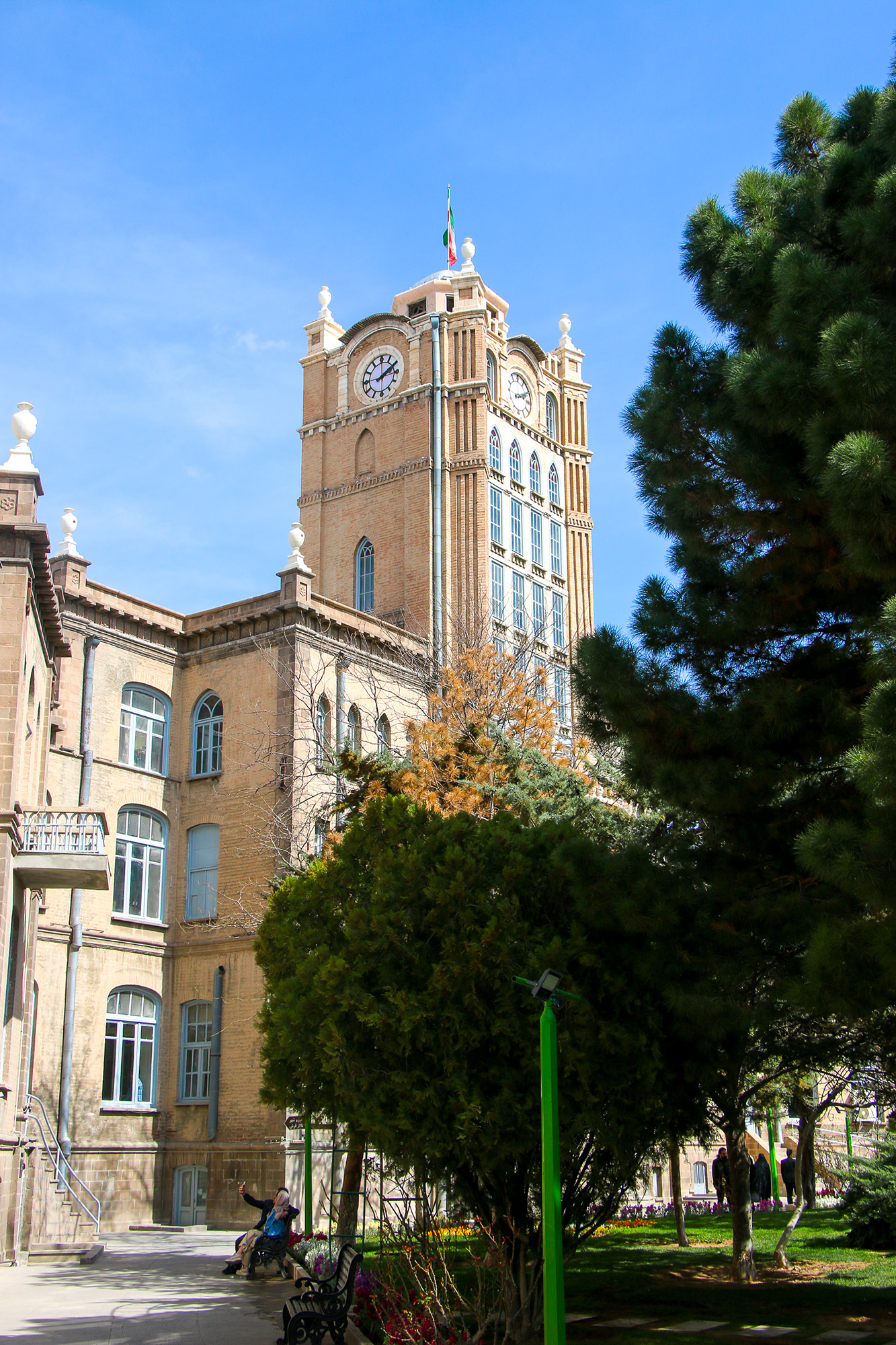
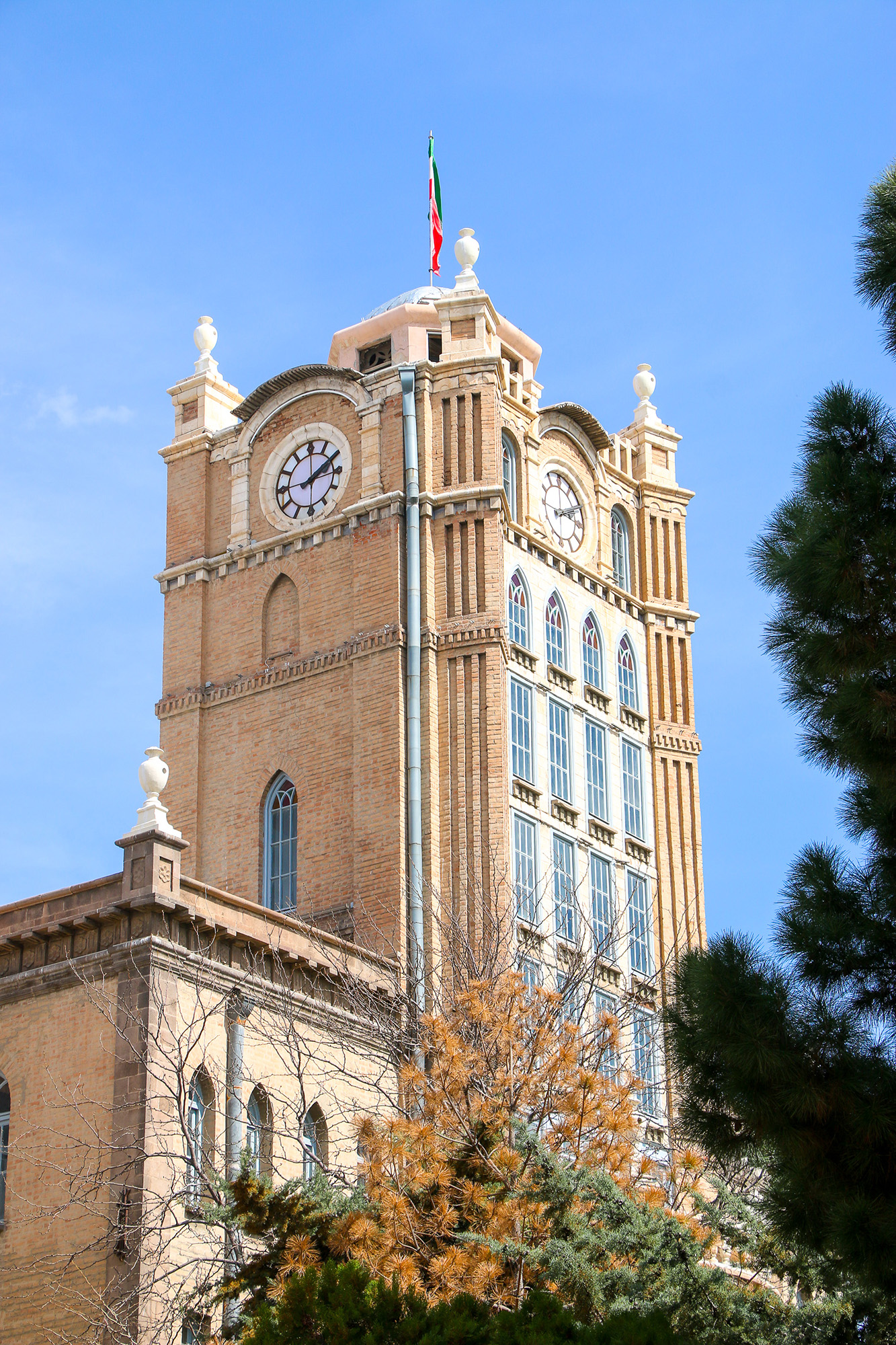
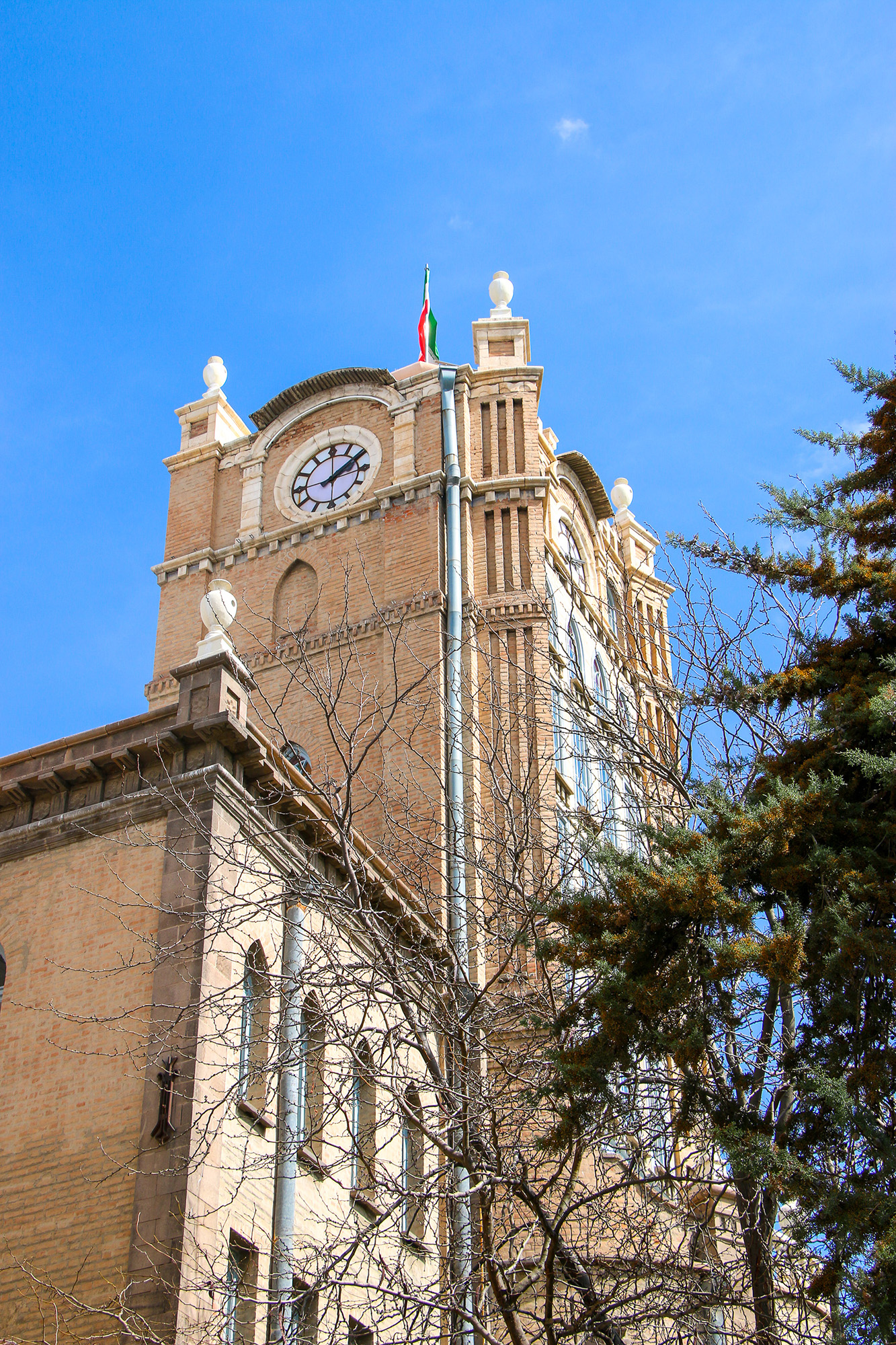
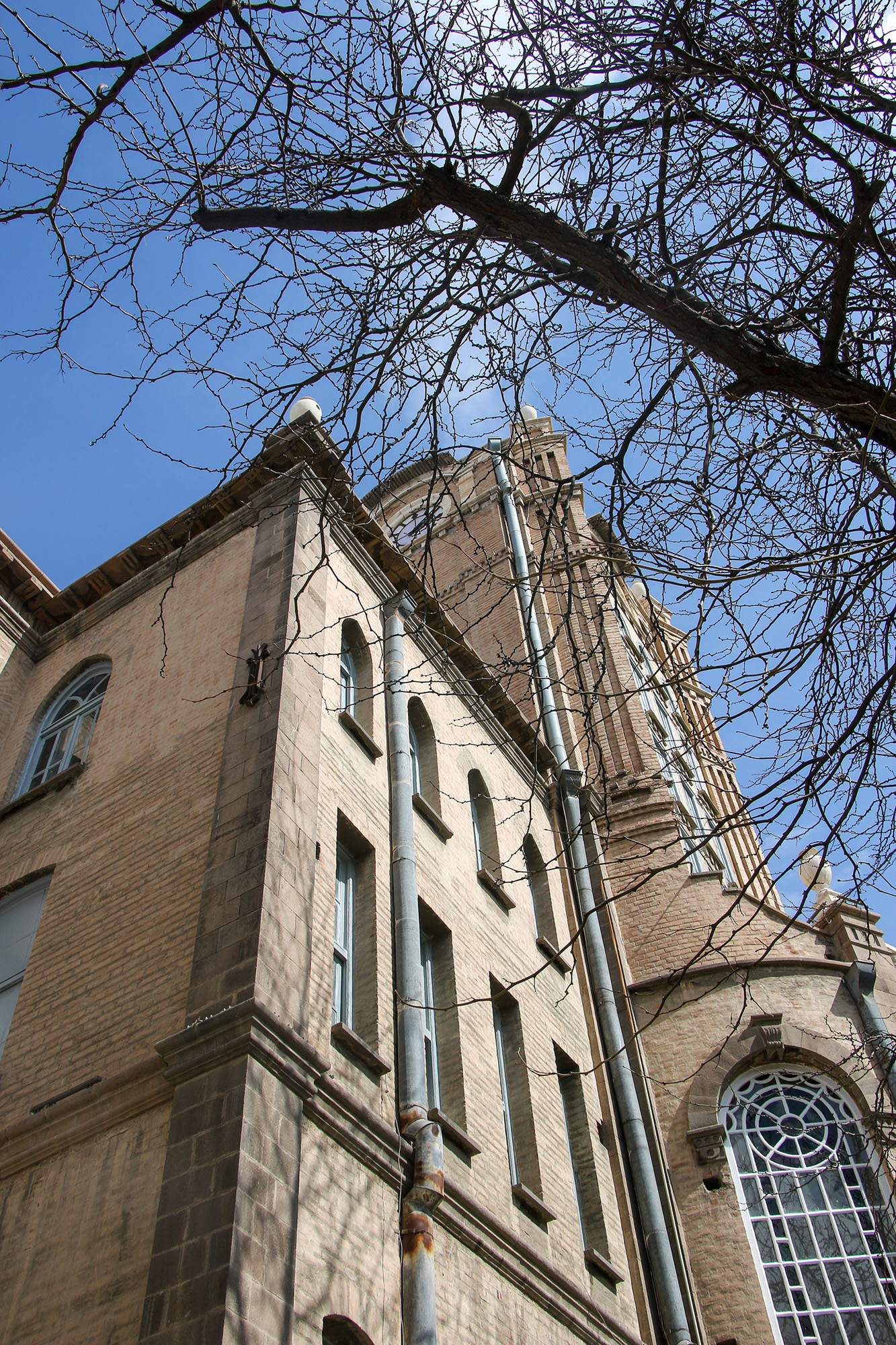
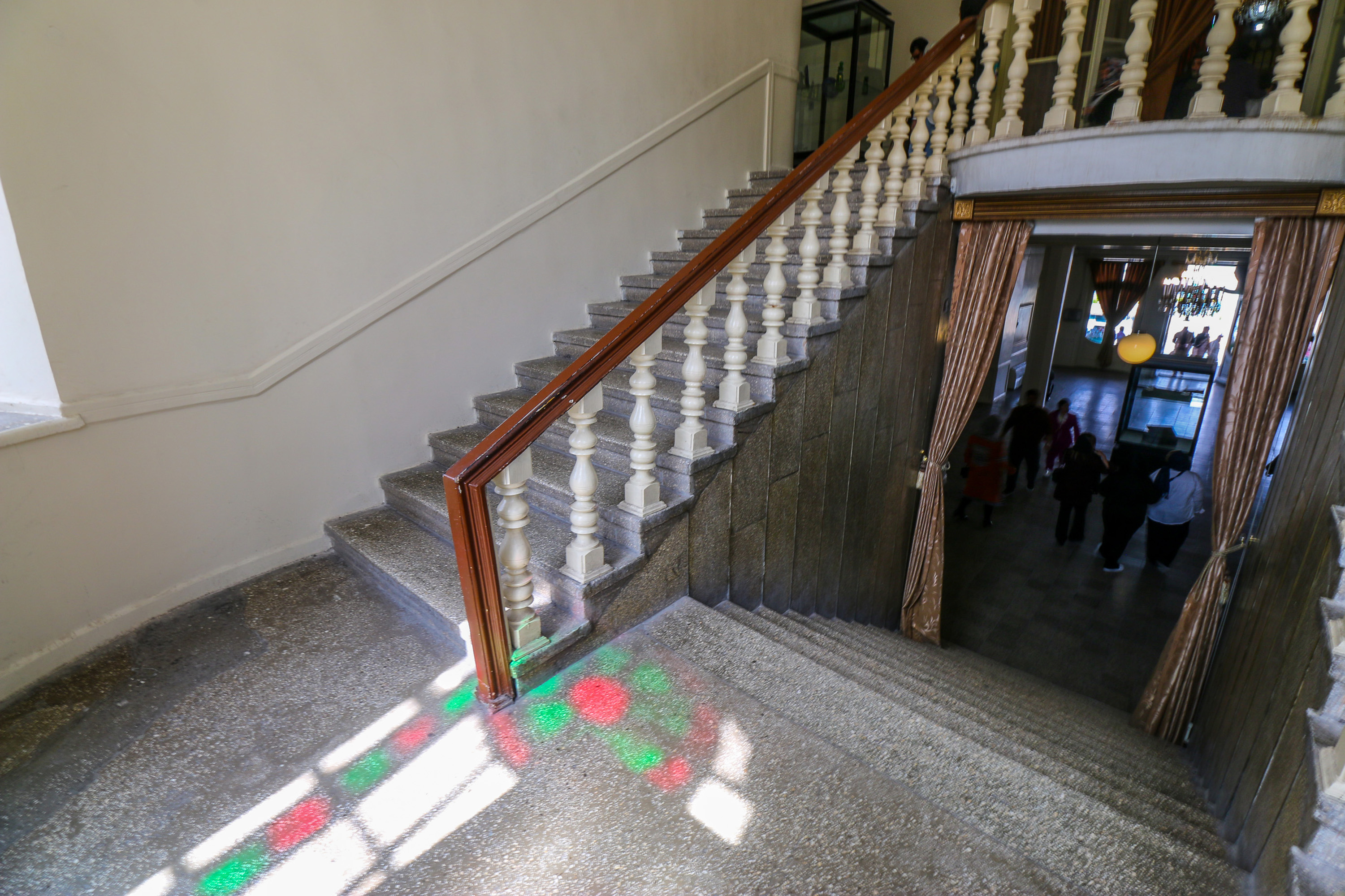
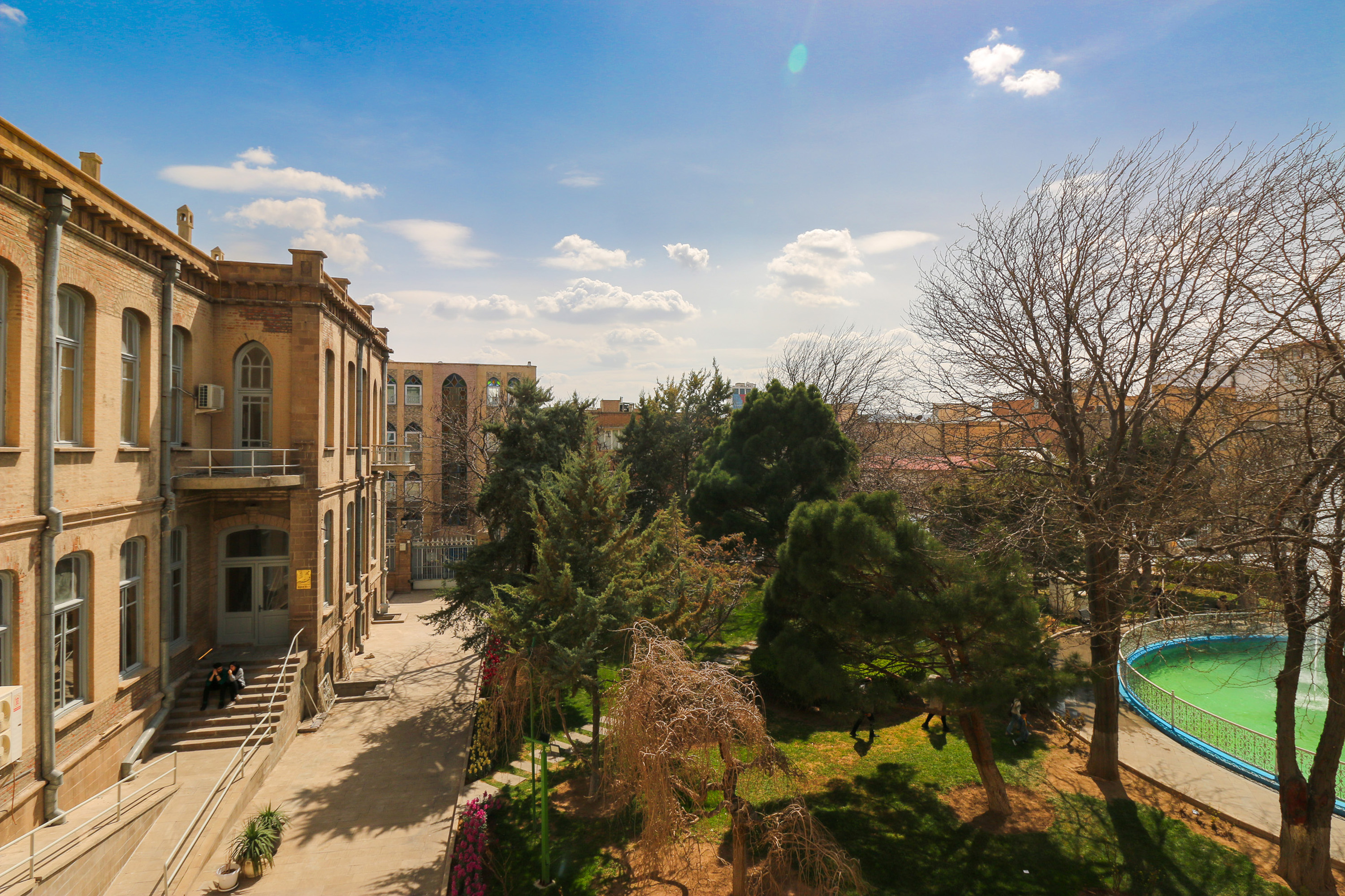
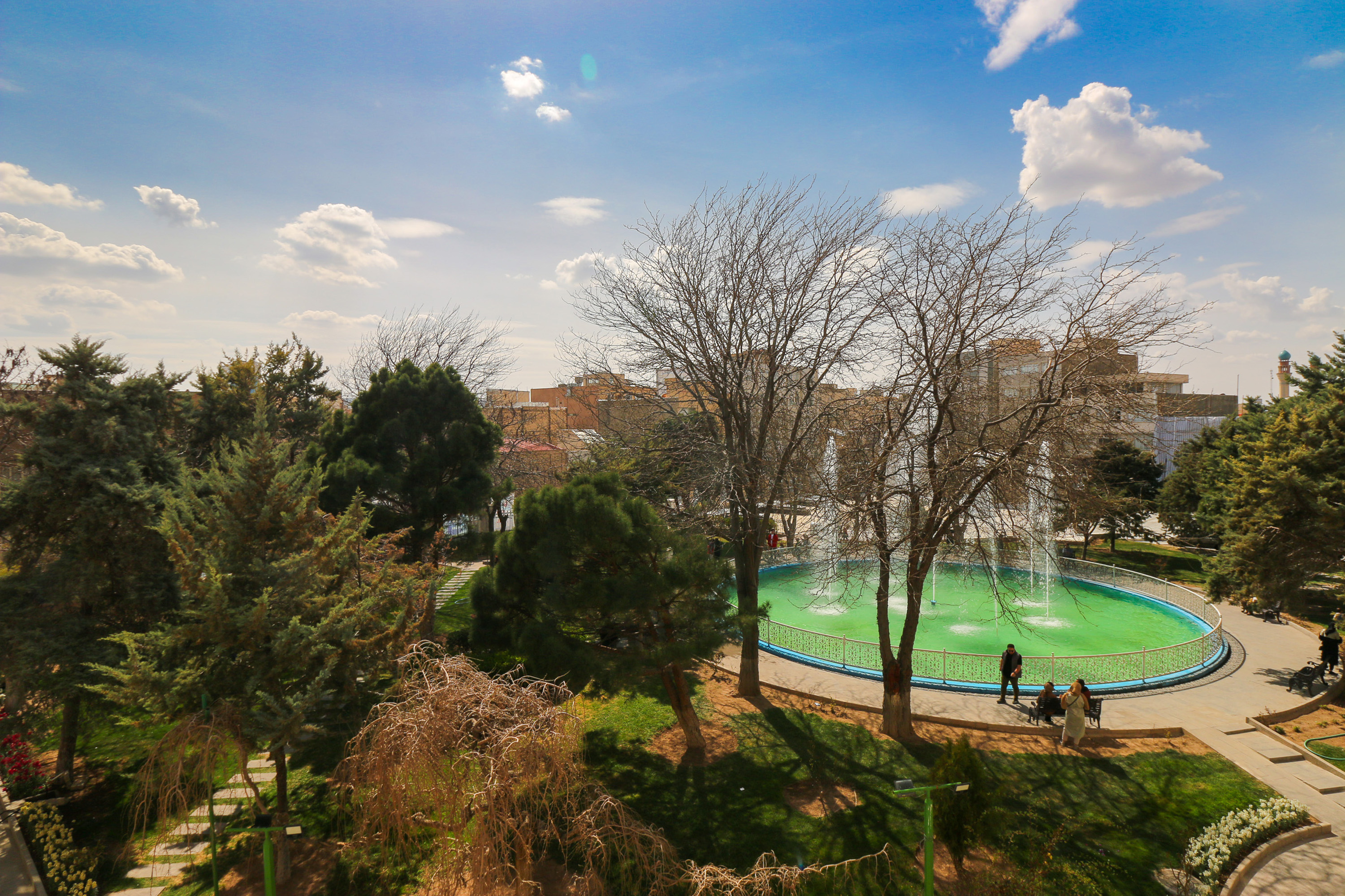

- وبگاه دانشگاه تبریز؛ آشنایی با تبریز، عمارت شهرداری تبریز
- مشارکت‌کنندگان ویکی‌پدیا. «Saat Tower». در دانشنامهٔ ویکی‌پدیای انگلیسی، بازبینی‌شده در ۱۶ ژانویه ۲۰۱۴.